# Balneário Rincão
Balneário Rincão est une ville brésilienne du littoral sud de l'État de Santa Catarina.

## Généralités
La ville compte environ 11 000 habitants. Lors de la saison estivale, sa population atteint environ 150 000 habitants à la suite de l'afflux de touristes. Il s'agit de l'une des plus importantes stations balnéaires de l'État.

## Géographie
Balneário Rincão fait partie de la région métropolitaine Carbonifère et de la microrégion de Criciúma, dans la mésorégion Sud de Santa Catarina.

## Histoire
Jusqu'en 2012, Balneário Rincão est un district de la municipalité d'Içara. Suivant un référendum organisé en 2003, le district accède au rang de municipalité après les élections municipales de 2012,. La municipalité est officiellement installée le 1er janvier 2013.